# Мпиги (округ)

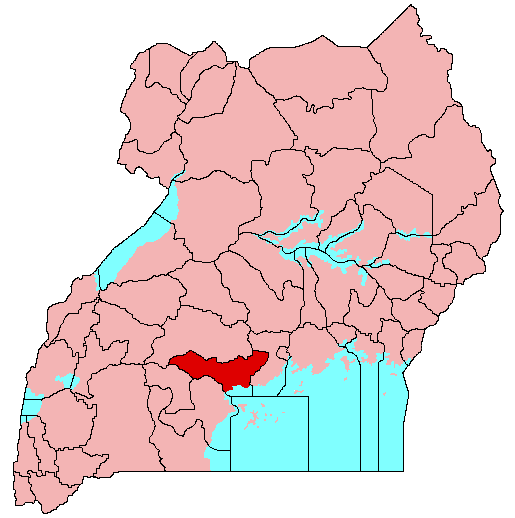
Округ Мпиги

Мпиги (Mpigi) — административный округ в центральной Уганде. Как и остальные округа Уганды, одноимёнен своему центральному городу. Город Мпиги находится приблизительно в 35 км к югу от Кампалы (столица Уганды). В Мпиги производятся вручную барабаны джембе. Площадь округа — 3715 км². Согласно переписи 2002 года, население Мпиги составляет 407790 человек. Мпиги — преимущественно сельский округ, где только 8,4 % населения живут в городах.